# ماري هانا فولتون
ماري هانا فولتون (بالإنجليزية: Mary Hannah Fulton)‏ هي مبشرة وطبيبة أمريكية، ولدت في 31 مايو 1854، وتوفيت في 7 يناير 1927.

## وصلات خارجية
- ماري هانا فولتون على موقع الموسوعة البريطانية (الإنجليزية)